# Zemounek lesklý
Zemounek lesklý (Zonitoides nitidus) je druh suchozemského plže z čeledi Gastrodontidae.

## Popis
Výška ulity je 3,5 mm. Šířka ulity je 6 mm.

## Rozšíření a biotop

ohrožení druhu v Česku

Zemounek lesklý je rozšířen v Evropě. Obývá vlhké biotopy, okraje rybníků, apod.
- Není uveden v červeném seznamu IUCN – nevyhodnocený (NE)[1]

- Česko – je málo dotčený (LC)[2]
- Nizozemsko[3]
- Rusko – Sverdlovská oblast[4]